# 穆里
穆里（旁遮普語）是巴基斯坦旁遮普省的一个山城和避暑胜地。它是拉瓦尔品第县穆里区的行政中心。
穆里曾经是英属印度的夏都，是一个旅游胜地。英国人称它为“山之皇后”。它位于喜马拉雅山脉的西北，平均高度2291米，被松林和橡树林环绕，夏季清爽，冬季多雪。它尤其以殖民时期杜德式和哥德復興式建築著称。
穆里位于伊斯兰堡东北58.3千米处，两地间有高速公路相连。

## 名字来源
穆里这个名字来自于，意思是高处。一个不准确但是很普及的说法是它是以馬利亞命名的。

## 历史
1851年旁遮普政府总统亨利·劳伦斯爵士开发穆里。最初它被驻扎在阿富汗边境的英国军队用作療養院。官方说法它是1850年开始设立的。
1853年穆里的居民镇正式建立。1857年5月教堂启用，镇内建造了一条主街。在教堂的对面形成了镇上最重要的商业设施：邮局、贩卖欧洲商品的百货商店、裁缝和一家制帽店。到1947年为止主街的对面只有“当地人”（非欧洲人）才去。
至1876年为止穆里是旁遮普省政府的夏季总部，1876年后总部被移到西姆拉。
通过拉瓦尔品第与旁遮普省会拉合尔相连的铁路使得穆里成为旁遮普官员喜爱的休养地。在这里建造了许多欧洲式的别墅。这些别墅位于山顶和山脊的两侧，周边的小山在夏季则由英军占据，镇内则充满了欧洲人。
在酷热季节里北部军司令的总部在这里。在酷热季节里拉瓦尔品第师的指挥部和副指挥官也在这里。1850年英国占领旁遮普省后几乎立刻就选择了穆里作为其夏季总部，并开始建造指挥部。1851年临时兵营建成，1853年永久兵营建成。在这里长期驻扎的包括两个越野营和一个步兵营。1873年至1875年穆里是旁遮普政府的夏季总部。在穆里和拉瓦尔品第之间有驿站通讯。
从1892至1902年穆里的年收入为49500卢比，支出为48200卢比。1903至04年的收入为55400卢比，主要是增值税。支出为54400卢比。从1893年至1903年的驻兵基金的收入和支出平均为10000卢比。当时当地最重要的教育设施是一个给士兵儿子的军校以及两个女子学校。当地还有一个残伤军官养老院和一座银行。

### 1857年独立战争
1857年夏当地部落袭击了穆里的英军驻兵。但是最后他们被迫投降。

### 1895年拉瓦尔品第县志
在1893年至94年的《拉瓦尔品第县志》中写道：
穆里疗养院的位置为北纬33°54′30″，东经73°26′30″，高度为海拔7517英尺。常住居民数为1768人。在（五月到十一月）的季节里当地的人数骤增，因为许多访问者以及他们的佣人和店主的到来。它是旁遮普最容易达到的山镇，从拉瓦尔品第只需要五个小时。春天和秋天卡什米尔高山上的覆雪提供雄壮的景象。雨日里日落和云雾的现象非常美丽。朝向卡什米尔方向也很漂亮。

### 1901年人口
1901年按照官方统计镇上有1844名居民，不过夏季加上来访者其居民数可以高达上万。

### 英国人
英军建立穆里后许多英国士兵和官员因为其气候在夏季到这里来。许多英国住在这里并成家。在穆里出生的名人有：
- 布鲁斯·班斯法瑟，第一次世界大战时著名动画片画家
- 荣赫鹏，军官和探险家
- 雷吉纳德·戴尔，军官
- 伯塔·拉克，小说家

### 1947年巴基斯坦独立
自1947年以来穆里的增长超出他的基础设施所能支持的程度。许多巴基斯坦的精英到这里来休闲。对于所有没有势力和钱财的人来说获得乾淨的水和电力成为一个困難的挑战。拥挤的市场曾经多次起火，不断增长的旅游业和建筑业也对当地的环境造成了破坏。

## 地理
穆里是穆里区的行政中心。律属拉瓦尔品第。它位于西喜马拉雅山脉南坡的山脚下，在19世纪英国殖民时期它的高度被定为2300米。
穆里有公路与伊斯兰堡和拉瓦尔品第向连。它至今为止保持了英国的风味，当地有许多英国水果出产。镇的中心有一座1857年建造的教堂，至今依然使用。许多教堂附近的建筑依然存在，大多数今天为旅店。老的传统饭店被快餐点和新饭店取代了。一些著名的老旅店完全消失了。大多数新的旅店提供汽車旅館式的服务。

## 建筑物和旅游胜地

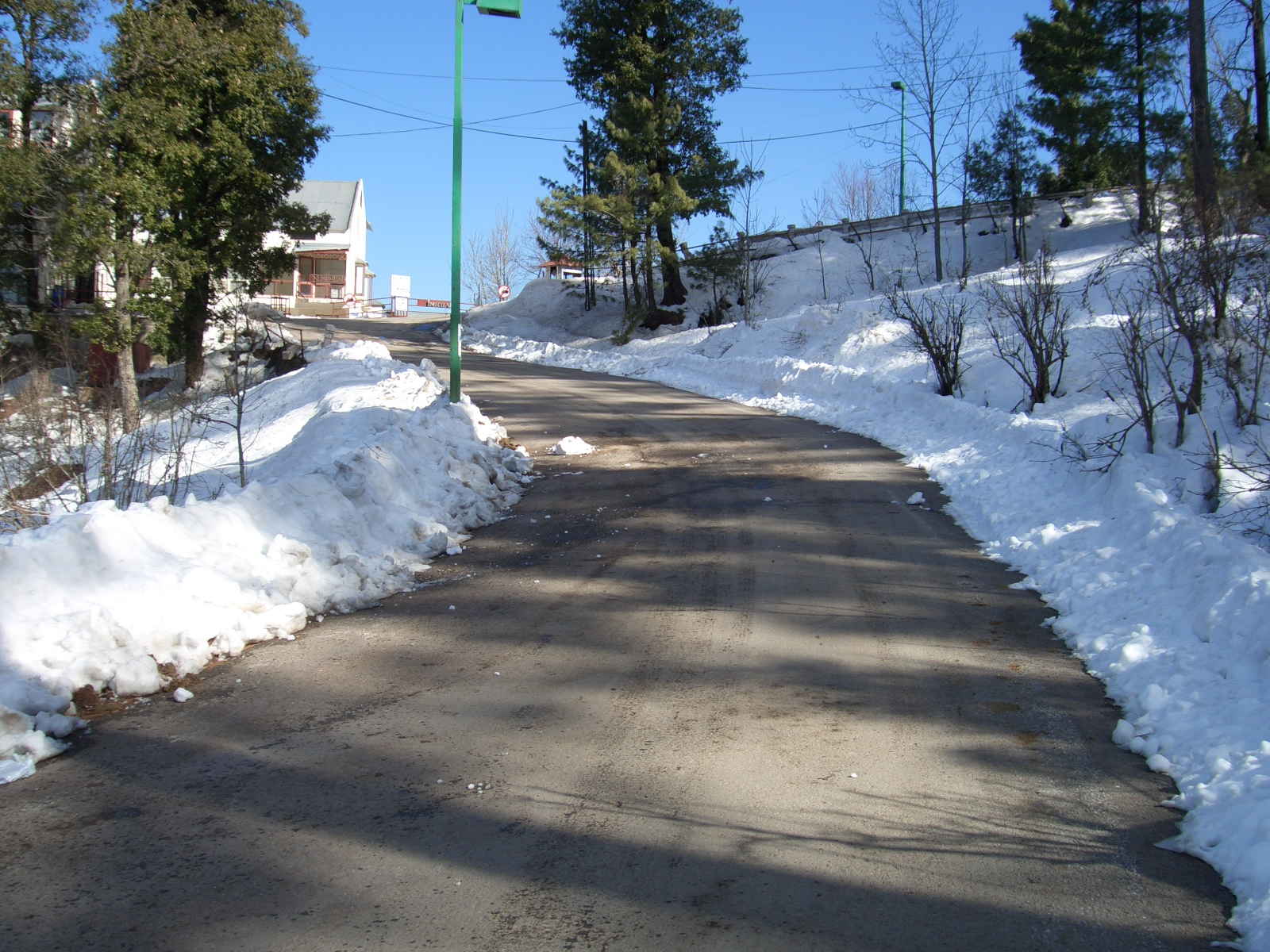
穆里在一月

穆里是巴基斯坦陆军第12步兵师的总部，并有大量军队的教育和训练设施。军队医院也为穆里和周边地区的平民服务。巴基斯坦空军在附近也有一个基地。穆里的军事区域被分为两个区。
旁遮普省长在穆里有一座居所。这幢雄伟的建筑是19世纪英国人建造的。此外镇上还有省政府官员、最高法院和拉合尔高级法院的招待所。许多政府、半政府和私人机构在穆里拥有招待所。在1960年代里许多伊斯兰堡的大使馆在穆里也设立了办公室，但是今天它们很少被使用。